# Illa Wallis
L'illa Wallis, o illa de Wallis (en francès île Wallis) o Uvea (nom local wallisià, en grafia francesa Uvéa), és una illa de la Polinèsia que forma part del territori d'ultramar francès de Wallis i Futuna, juntament amb l'illa de Futuna que es troba a 230 kilòmetres. Té una extensió de 96 kilòmetres quadrats i una població de 9.731 habitants el 2008. La capital és Mata-Utu. Constitueix el regne tradicional d'Uvea.

## Geografia
Wallis consta d'una illa principal homònima de 77,6 quilòmetres quadrats, anomenada preferentment amb el nom local Uvea, i diverses illes de corall. Uvea és un antic volcà que ha començat a enfonsar-se, fent aparèixer un escull de corall i una llacuna oberta a l'oceà per quatre passos, dels quals només una és navegable. El seu punt més alt és el mont Loka (151 metres).
Encara que no té corrents d'aigua, l'illa està esquitxada de llacs de cràter (la qual cosa indica una antiga activitat volcànica), de les quals la més gran és el llac Lalolalo, a uns 400 metres, que és la principal reserva d'aigua dolça per a l'illa
Uvea està situada a 240 km al nord-est de Futuna. Té un sòl volcànic fèrtil i les pluges són suficients per a impulsar l'agricultura de subsistència.

### Demografia
La població de l'illa era de 9.731 habitants el 2008 (67% de la població del territori). Per primera vegada en més de mig segle, la població de la comunitat disminueix en relació amb el cens anterior (2003). La majoria dels habitants parlen el wallisià com a llengua materna i gairebé tots són catòlics romans.

## Història

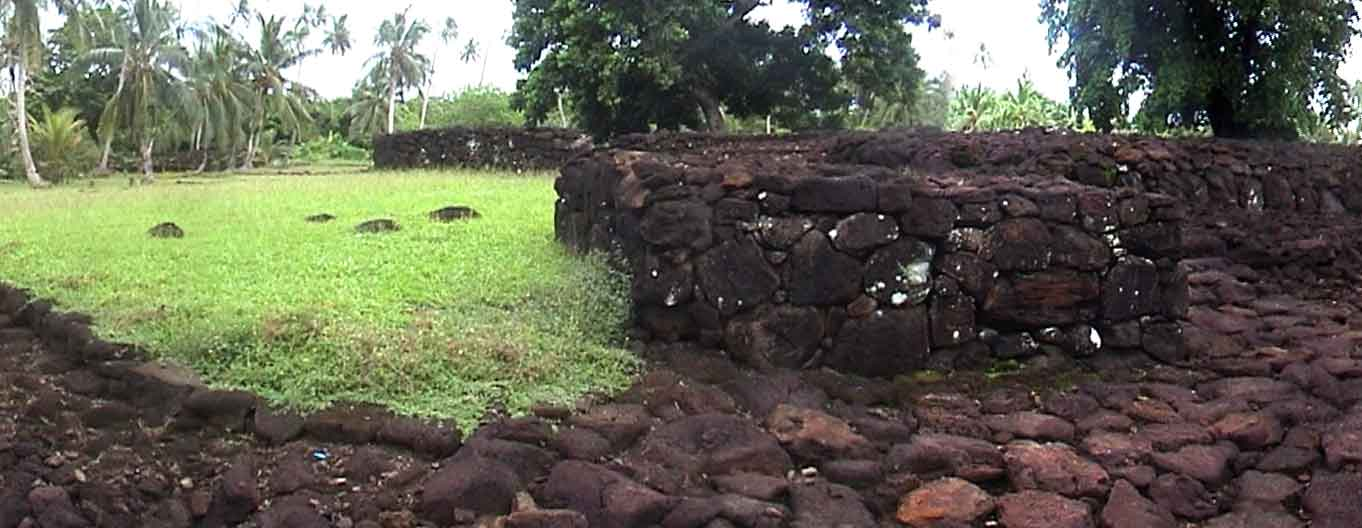
Restes de la fortalesa de Talietumu

Les restes arqueològiques de l'illa daten el seu poblament el 1400 aC. Va formar part de l'Imperi Tu'i Tonga del segle xiii al XVI. Posteriorment la influència de l'Imperi Tu'i Tonga va decaure i va augmentar la d'Uvéa. Molts dels reis de Tonga, com Halaevalu, provenien d'Uvéa. Es va construir a l'illa la Lomipeau, una gran canoa llegendària com a donació al Tuʻ i Tonga. La gran fortalesa de Talietumu, vora Lotoalahi a Mua fou el darrer reducte dels tongans fins que van ser derrotats. Les ruïnes del lloc segueixen sent una atracció turística.
L'illa rep el nom d'explorador cornuallès Samuel Wallis, que hi va arribar amb el HMS Dolphin en 1767 procedent de Tahití. En 1886 es va convertir en un protectorat francès.

## Administració
A Wallis, el rei d'Uvéa (que té el títol de lavelua) és el cap de la jerarquia tradicional. És assistit per un primer ministre (kivalu) i 5 ministres. Nomena, a proposta de la població, tres caps de districte (faipule) que tenen autoritat sobre els 21 caps de vila reconeguts per la població. Els caps de vila, que poden gravar amb taxes d'interès general, són nomenats o destituïts durant les assemblees generals de la vila (fono), celebrades el diumenge a una casa comuna (fale fono).
El regne d'Uvea es divideix en tres districtes:
| Districte (significat) | Capital         | Àrea (km²) | Població Cens 2003 | Viles |
| ---------------------- | --------------- | ---------- | ------------------ | ----- |
| Hihifo (oest)          | Vaitupu         | 23,4       | 2.422              | 5     |
| Hahake (est)           | Matāʻutu        | 27,8       | 3.950              | 6     |
| Mu'a (primer)          | Mala'efo'ou (1) | 26,3       | 3.699              | 12    |
| Regne d'Uvea           | Matāʻutu        | 77,5       | 10.071             | 23    |

(1) també anomenada Mua